# Bondi (klan)
Bondi är en klan i Liberia.   Den ligger i regionen Lofa County, i den norra delen av landet, 230 km nordost om huvudstaden Monrovia.